# Lantremange
Lantremange is een dorp in de Belgische provincie Luik en een deelgemeente van de stad Borgworm. Het was een zelfstandige gemeente tot het bij de fusie van 1971 toegevoegd werd aan de gemeente Borgworm.
Lantremange ligt aan de taalgrens op 3 kilometer ten noordoosten van de stadskern van Borgworm aan de voormalige Romeinse heerweg van Tongeren naar Bavay, de huidige N69. Op het grondgebied van de deelgemeente ligt een aansluiting van de weg met de autosnelweg A3/E40. De Jeker stroomt door de dorpskom die ten noorden van de weg ligt. Lantremange ligt in Droog-Haspengouw en is een woondorp waarin de bewoning geconcentreerd is in de dorpskom.

## Bezienswaardigheden
- De Sint-Sebastiaankerk (Église Saint-Sébastien) is een neoclassicistisch kerkgebouw van 1853. De kerk heeft een neobarok interieur. Rond de kerk ligt een kerkhof met oude grafstenen uit de 14de eeuw.
- De Moulin de Lantremange is een bovenslagmolen op de Jeker waarvan het gebouw dateert uit het begin van de 18de eeuw.
- De Ferme Naveau is een vierkantshoeve die dateert van het einde van de 18de en het begin van de 19de eeuw. De ingangspoort dateert van 1774.

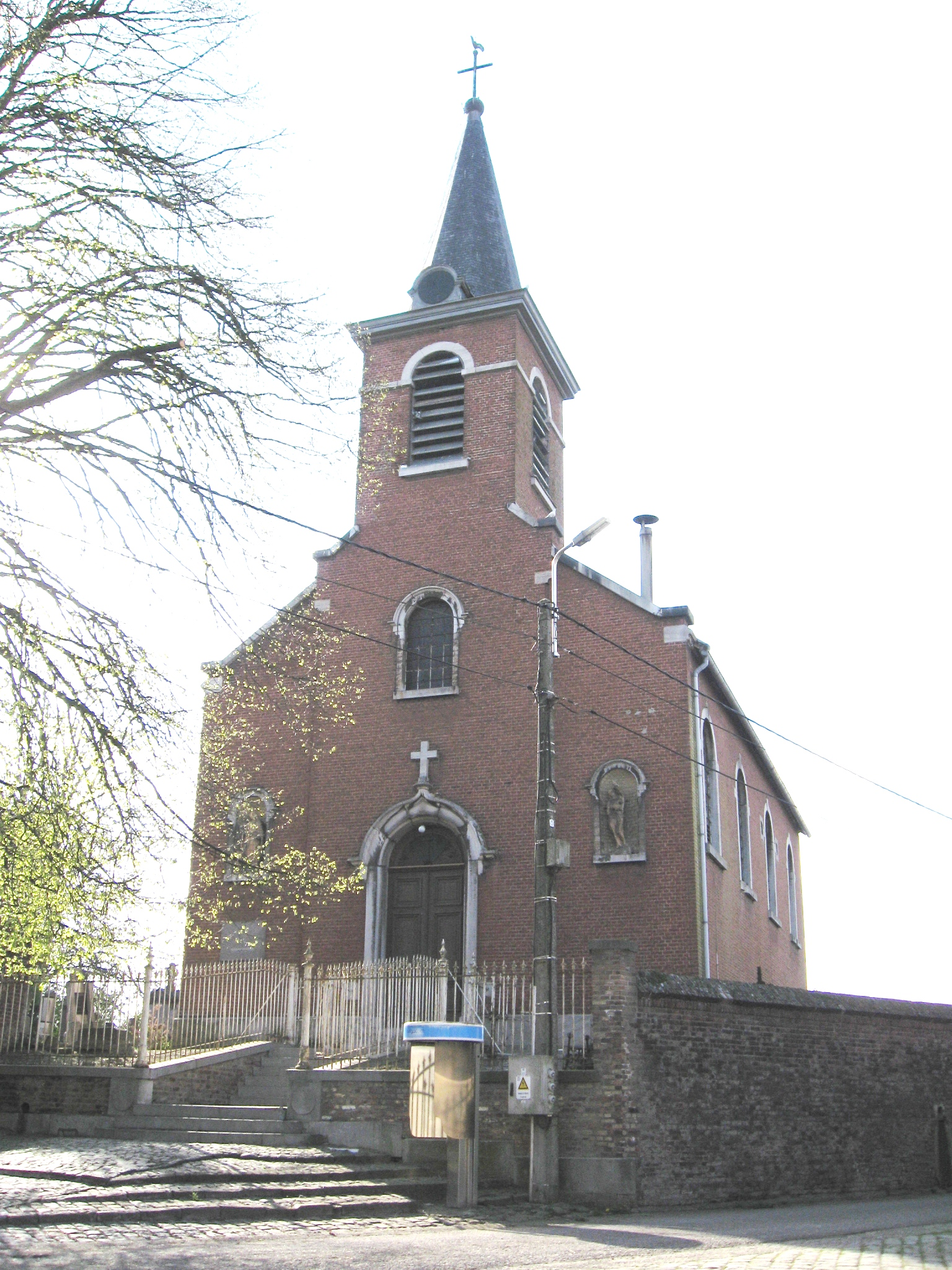
De Sint-Sebastiaanskerk

## Natuur en landschap
Lantremange ligt aan de taalgrens en aan de Jeker. De hoogte aan de kerk bedraagt 112 meter.

## Demografische ontwikkeling
- Bronnen:NIS, Opm:1831 tot en met 1961=volkstellingen

## Geboren in Lantremange
- Edmond Leburton (1915-1997), politicus, premier van België.

## Nabijgelegen kernen
Oleye, Bergilers, Waremme, Pousset
Deelgemeenten: Bettenhoven · Borgworm · Bleret · Bovenistier · Grand-Axhe · Lantremange · Liek

Overige kernen: Hartenge · Longchamps · Mouhin · Petit-Axhe

Belgische gemeenten · arrondissement Borgworm · provincie Luik · Wallonië